# Obský záliv
Obský záliv (rusky Обская губа) je záliv Karského moře v severním Rusku při ústí řeky Ob. Naprostá většina zálivu leží za severním polárním kruhem. Záliv je přibližně 800 km dlouhý a 50 až 80 km široký. Probíhá převážně severojižním směrem. Je mělký s průměrnou hloubkou 12 a největší 25 m.
Záliv obklopuje na západě poloostrov Jamal, na severovýchodě Gydský poloostrov a východě Tazovský poloostrov. Poslední dva poloostrovy od sebe odděluje Tazovská zátoka. Řeka Ob do zálivu ústí na jeho jižním konci směrem od západu. Na jižním pobřeží do zálivu ústí řeka Nadym. Nedaleko ústí řeky Ob leží řada plochých a nízkých ostrovů. Jinak je záliv téměř bez ostrovů. U ústí zálivu do Karského moře leží menší ostrov Chaljango (rusky Халяанго) a mnohem větší Ostrov Šokalského (rusky Шокальского).
Na březích a v mělčinách zálivu se nachází mnoho ztroskotaných lodí. Severští rybáři a námořníci říkají, že záliv je horší než arktické moře. Vzniklo zde přísloví: „Kdo v zálivu nebýval, ten neštěstí nevídal.“
Na pobřeží Obského zálivu se nenacházejí žádná větší sídla. Nejvýznamnější je Jamburg (rusky Ямбург) na západním pobřeží v jižní části zálivu. Městečko bylo vystavěno v 80. letech 20. století pro pracovníky v těžařském průmyslu. Většina jeho obyvatel jsou zaměstnanci firmy Gazprom. Dále se zde nachází přístavy Sabetta a Nový Port. 
Poměrná mělkost zálivu na něm znemožňuje provoz větší námořní dopravy. Hospodářský význam zálivu je především v obrovských nalezištích ropy a zemního plynu v zálivu a jeho okolí.
V roce 2021 byl pod Obským zálivem dokončen plynovod, který propojil novoportské těžební pole s jednotnou soustavou pro přepravu plynu po zemi.

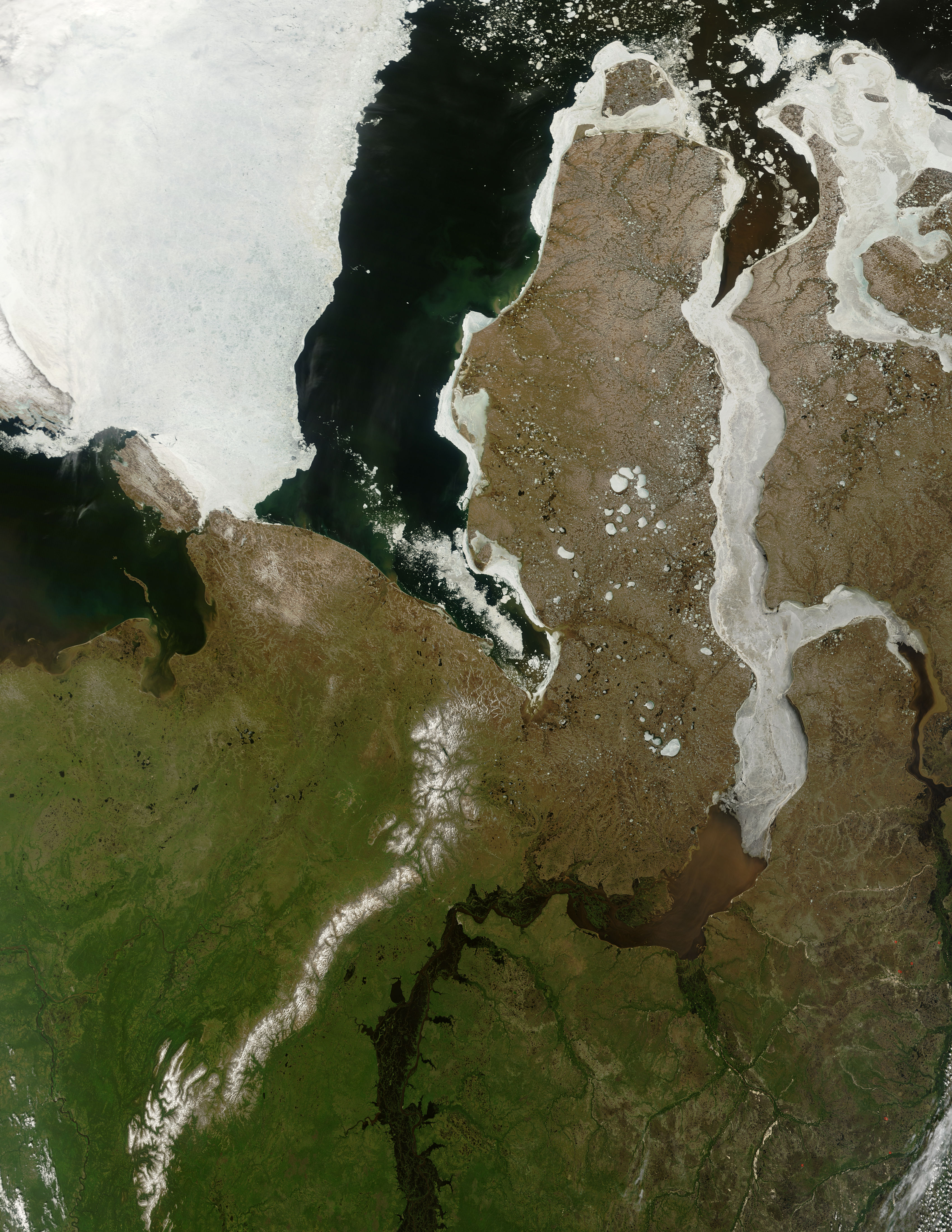
Ledem pokrytý Obský záliv na konci června 2007